# Confédération nationale de la mutualité, de la coopération et du crédit agricoles
Vous pouvez aider à l'améliorer ou bien discuter des problèmes sur sa page de discussion.
- Il ne cite pas suffisamment ses sources. Vous pouvez indiquer les passages à sourcer avec {{référence nécessaire}} ou {{Référence souhaitée}}, et inclure les références utiles en les liant aux notes de bas de page. (Marqué depuis avril 2022)
- Les sections « Anecdotes », « Autres détails », « Le saviez-vous ? », « Citations », « Autour de... », etc., peuvent être inopportunes dans les articles. Il convient, si ces faits présentent un intérêt encyclopédique et sont correctement sourcés, de les intégrer dans d’autres sections. (Marqué depuis avril 2022)
- Sa rédaction n'est pas équilibrée, et donne à certains aspects ou points de vue une importance disproportionnée. Considérez son contenu avec précaution. Pour lancer la procédure de résolution du problème, utilisez le paramètre neutralité. (Marqué depuis avril 2022)

- Archive Wikiwix
- Bing
- Cairn
- DuckDuckGo
- E. Universalis
- Gallica
- Google
- G. Books
- G. News
- G. Scholar
- Persée
- Qwant
- (zh) Baidu
- (ru) Yandex
- (wd) trouver des œuvres sur Wikidata

La Confédération nationale de la mutualité, de la coopération et du crédit agricoles (CNMCCA) est une organisation professionnelle agricole reconnue par les pouvoirs publics et une organisation « employeur » au titre des professions agricoles ; elle participe à la représentation des intérêts des entreprises mutualistes et coopératives agricoles françaises.

## Composition
Les composantes de la CNMCCA sont :
- la société d'assurance mutuelle Groupama ;
- la Mutualité sociale agricole (MSA) ;
- La Coopération agricole, syndicat et association de défense des intérêts des coopératives agricoles françaises ;
- la Fédération nationale du Crédit agricole (FNCA).

## Rôle et fonctionnement
La CNMCCA est une organisation professionnelle agricole qui participe à la représentation des intérêts des entreprises mutualistes et coopératives agricoles françaises. En tant qu'organisation « employeur » reconnue sur le plan national par les pouvoirs publics, la CNMCCA participe au dialogue social ainsi qu'aux différents volets de la négociation collective au titre des professions agricoles. Elle est régulièrement consultée par le ministre du Travail sur les projets de réforme relatifs à l'emploi, au travail, à la formation et aux salaires[réf. nécessaire].
Par l'engagement de ses composantes, la CNMCCA est également consultée par le ministre de l'Agriculture sur les orientations de la politique agricole dans le cadre de la concertation avec la profession agricole[réf. nécessaire].
La CNMCCA et ses composantes sont membres du Conseil de l'agriculture française (CAF)[source insuffisante]. Au niveau européen, la CNMCCA est membre du Comité des organisations professionnelles agricoles de l'Union européenne (COPA-COGECA).
Elle est également membre du Conseil supérieur de l'égalité professionnelle entre les femmes et les hommes[source insuffisante].
Elle est déclarée auprès de la Haute Autorité pour la transparence de la vie publique comme représentant d'intérêts[source insuffisante].

## Dirigeants
- Président : Laurent Poupart, président de Groupama assurances mutuelles.
- Vice-présidents :
  - Dominique Chargé, président de La Coopération Agricole[9],
  - Dominique Lefebvre, président de la Fédération Nationale du Crédit Agricole
  - Jean-François Fruttero, président de la Mutualité sociale agricole.
- Directeur : Olivier-Louis Tissot.
- Secrétaires généraux :
  - Olivier de Bohan, vice-président de La Coopération Agricole ;
  - Stéphane Cools, Vice-Président du Conseil d'orientation mutualiste de Groupama assurances mutuelles ;
  - Thierry Manten, premier vice-président de la Mutualité sociale agricole.
- Secrétaire général trésorier : Olivier Desportes, président du Crédit agricole des Côtes d'Armor.

## Historique
Fondée en 1880 sous l’impulsion de Léon Gambetta, la Société nationale d'encouragement à l'agriculture (SNEA) peut être considérée comme l’ancêtre des structures économiques de l’agriculture, notamment de la Fédération nationale de la mutualité et de la coopération agricoles (FNMCA) créée en 1910. Celle-ci devient la Fédération nationale de la mutualité, de la coopération et du crédit agricoles (FNMCCA) en 1953, puis la Confédération nationale de la mutualité, de la coopération et du crédit agricoles (CNMCCA) en 1955,.
Lors de sa création, la SNEA a été domiciliée au Cercle républicain, avenue de l’Opéra. Le siège social de la FNMCA est pour sa part situé d’abord au 5, rue Las-Cases, puis au 18, rue de Grenelle. Elle est transférée le 1er avril 1922, au 129, boulevard Saint-Germain, Paris 6e, siège actuel de la CNMCCA.

## Congrès
La CNMCCA organise chaque année un congrès. Cette manifestation permet aux délégués des composantes de la CNMCCA d'échanger sur un thème d'actualité. Dans le cadre du congrès, la CNMCCA fait intervenir des personnalités de haut niveau et des experts reconnus,,,.
Le premier congrès a eu lieu à Bordeaux en 1907[réf. nécessaire].